# 岩井章
岩井章（日语：岩井 章/いわい あきら，1922年4月25日—1997年2月18日），是日本劳工活动家，曾担任日本勞動組合總評議會事务局长。

## 著作
- 《日本労働運動の基本戦略》（1964年）
- 《労働運動の長期路線》（1967年）
- 《事務局長日記 労働運動を強めるために》（1968年）
- 《総評とともに》（1971年）
- 《国民春闘発展への道 大巾賃上げ獲得の方法》（1975年）
- 《統一戦線論》（1976年）
- 《労働運動の右傾化に抗して 階級的労働運動の再構築をめざす活動家のための指針》（1982年）
- 《反独占・反軍拡・反差別の闘い 階級的労働運動の反撃》（1983年）[3]